# Музей природничих наук (Бельгія)
Бельгійський музей природничих наук — музей, присвячений історії природничих наук. Музей є частиною Бельгійського королівського науково-дослідного інституту природничих наук. Знаходиться в Брюсселі, Бельгія. Найважливішими експонатами є 30 фосилій скелетів ігуанодонів, які були знайдені у 1878 році в селищі Берніссар, Бельгія. Зала динозаврів музею — найбільша присвячена динозаврам музейна зала у світі. Музей має науково-дослідний та виставковий відділи.
В музеї зберігається кістка Ішанго, знайдена Жаном де Хайнцеліном де Брокуром у 1960 році в Бельгійському Конго.